# جيفري جونغ
جيفري جونغ هو صانع آلة موسيقية ‏ ماليزي، ولد في 29 نوفمبر 1958 في كوالالمبور في ماليزيا.

## وصلات خارجية
- الموقع الرسمي